# Alberto Winkler
Alberto Winkler (13. února 1932, Castelbello-Ciardes – 14. června 1981, Mandello del Lario) byl italský veslař. Na olympijských hrách 1956 v Melbourne získal zlatou medaili na čtyřce s kormidelníkem.